# Last Rites (ER)
Last Rites is de tweede aflevering van het zesde seizoen van de televisieserie ER, die voor het eerst werd uitgezonden op 7 oktober 1999.

## Verhaal
Dr. Greene komt terug van de begrafenis van zijn moeder en raakt meteen in oorlog met dr. Weaver over zijn eigen werkwijze op het werk. Al is dr. Weaver nu de baas over de SEH, dr. Greene houdt toch zijn eigen werkwijze aan. 
Een nieuwe dokter komt werken op de SEH, dr. Dave Malucci. Hij raakt al snel met iedereen in conflict. 
Dr. Romano biedt dr. Corday een nieuwe baan aan, hoofd chirurgie. Dr. Corday is verrast en neemt het aanbod aan.
Jeanie Boulet hoort tot haar teleurstelling dat de adoptie van baby met hiv niet doorgaat. Ondanks de teleurstelling zegt zij toch ja op het huwelijksaanzoek van Reggie Moore.
Hathaway en dr. Kovac staan een stervende vrouw bij die een priester wil zien.
Dr. Carter en Elaine Nichols blijven elkaar zien en hun gevoelens voor elkaar blijft groeien.
Dr. Benton en Carla besluiten, voor hun zoon, om samen naar een psycholoog te gaan. 

## Rolverdeling

### Hoofdrollen
- Anthony Edwards - Dr. Mark Greene
- John Cullum - David Greene
- Yvonne Zima - Rachel Greene
- Noah Wyle - Dr. John Carter
- Laura Innes - Dr. Kerry Weaver
- Eriq La Salle - Dr. Peter Benton
- Matthew Watkins - Reese Benton
- Alex Kingston - Dr. Elizabeth Corday
- Goran Višnjić - Luka Kovac
- Michael Michele - Dr. Cleo Finch
- Paul McCrane - Dr. Robert Romano
- Erik Palladino - Dr. Dave Malucci
- Sam Anderson - Dr. Jack Kayson
- John Doman - Dr. Carl Deraad
- Scott Jaeck - Dr. Steven Flint
- Gloria Reuben - Jeanie Boulet
- Kellie Martin - Lucy Knight
- Julianna Margulies - verpleegster Carol Hathaway
- Ellen Crawford - verpleegster Lydia Wright
- Yvette Freeman - verpleegster Haleh Adams
- Gedde Watanabe - verpleger Yosh Takata
- Laura Cerón - verpleegster Chuny Marquez
- Bellina Logan - verpleegster Kit
- Michelle Bonilla - ambulancemedewerker Christine Harms
- Montae Russell - ambulancemedewerker Dwight Zadro
- Brian Lester - ambulancemedewerker Brian Dumar
- Kristin Minter - Randi Fronczak
- Lisa Nicole Carson - Carla Simmons

### Gastrollen (selectie)
- Rebecca De Mornay -  Elaine Nichols
- Cress Williams - politieagent Reggie Moore
- Jeff Cahill - Tony Fig
- Bertila Damas - Dr. Debra Wexler
- Michael Harney - Mr. Stehly
- Paige Moss - Amy Stehly
- Alice Hirson - Mrs. Anderson
- Keram Malicki-Sánchez - Rick
- Bryan Rasmussen - Robert Martin
- Myriam Tubert - Vanessa Braga
- Jesse Head - Tommy Stevens